# Hyundai Wia

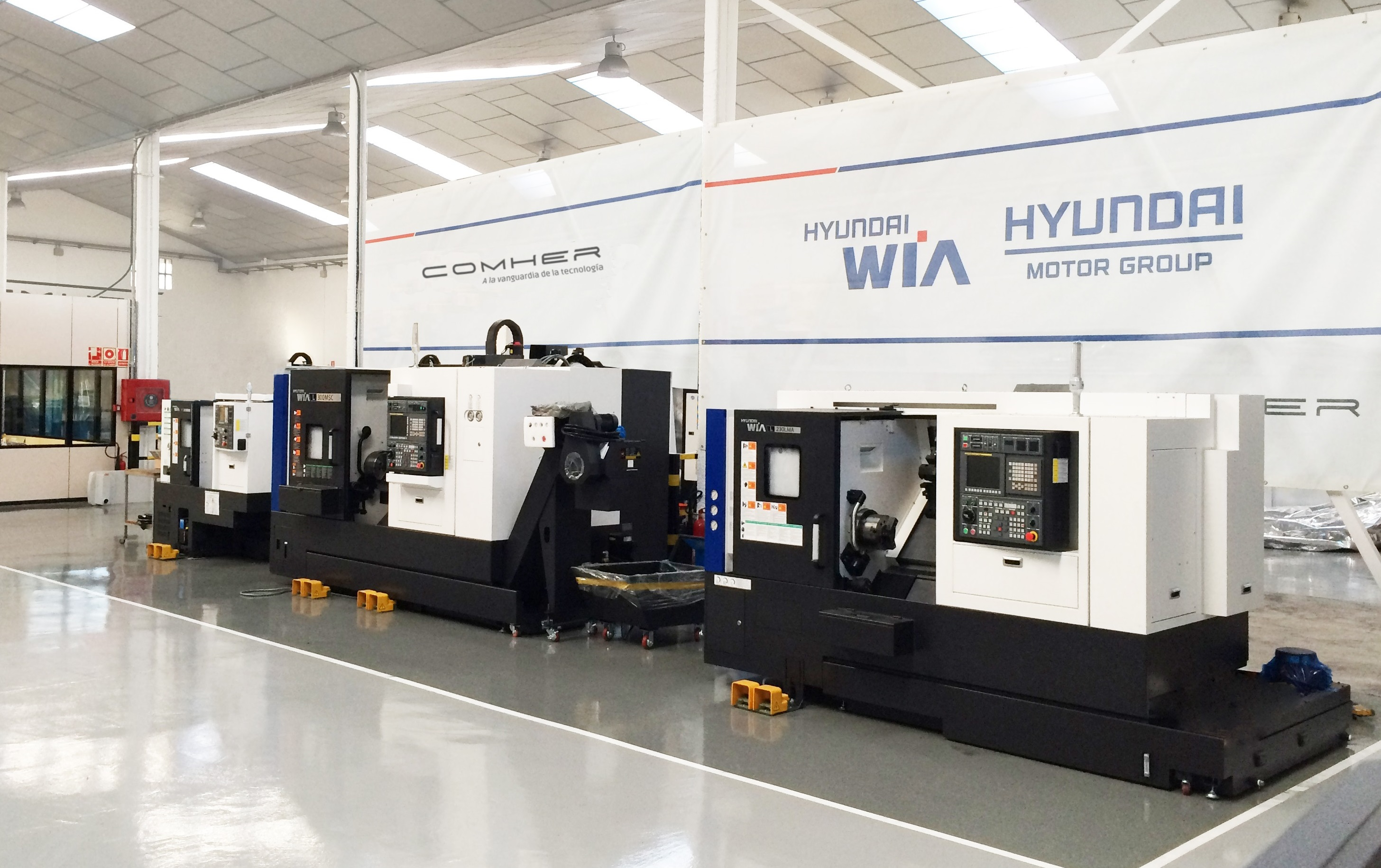
Hyundai Wia Werkzeugmaschinen

Hyundai Wia (Eigenschreibweise: Hyundai WIA, kor. 현대위아, rev. Hyeondae wia; früher bekannt als World Industries Ace; kor. 위아, rev. Wia) ist ein Maschinenbauunternehmen aus Südkorea mit Sitz in Changwon und ist Teil der Hyundai Motor Group. Zu den angebotenen Produkten zählen Werkzeugmaschinen, Automobilteile und Rüstungsgüter.
Das Unternehmen wurde 1976 als Kia Machine Tool Company gegründet und begann im Jahr darauf mit der Produktion erster Werkzeugmaschinen. Die Produktion von Antriebssträngen für den Fahrzeugbau innerhalb der Hyundai Group begann 1979. Eine Umfirmierung des Unternehmens in Kia Heavy Industry fand 1996 statt. Weitere Umfirmierungen zu WIA Corporation und Hyundai Wia Corporation wurde 2001 und 2009 vollzogen. Im Jahr 2011 ging Hyundai Wia an die Börse.
Die Werkzeugmaschinensparte des Unternehmens hat sich auf CNC-Drehmaschinen und Bearbeitungszentren spezialisiert und sieht sich als einer der größten Werkzeugmaschinenhersteller weltweit und Marktführer im heimischen Korea.
Die Unternehmenssparte für Automobilzulieferung beliefert hauptsächlich die konzerninternen Marken Hyundai und Kia mit komplexen Baugruppen wie Antriebsstränge, Achsen und Kupplungen. Weiterhin bezeichnet sich Hyundai Wia selbst als den einzigen Hersteller von Automobilmotoren in Korea. Es werden sowohl Otto- als auch Dieselmotoren und Turbolader hergestellt.
Hyundai Wia ist auch einer der wichtigsten Hersteller von Rüstungsgütern in Korea. Neben Artilleriegeschützen für Land- und Wasserfahrzeuge werden Fahrwerke für Kampfflugzeuge, aber auch den zivilen Gebrauch, sowie ferngesteuerte und automatisierte Waffensysteme für den Bodenkampf produziert.